# J.W.F. Werumeus Buning
Johan Willem Frederik Werumeus Buning (Velp, 4 mei 1891 – Amsterdam, 16 november 1958) was een Nederlands dichter en schrijver.

## Levensloop

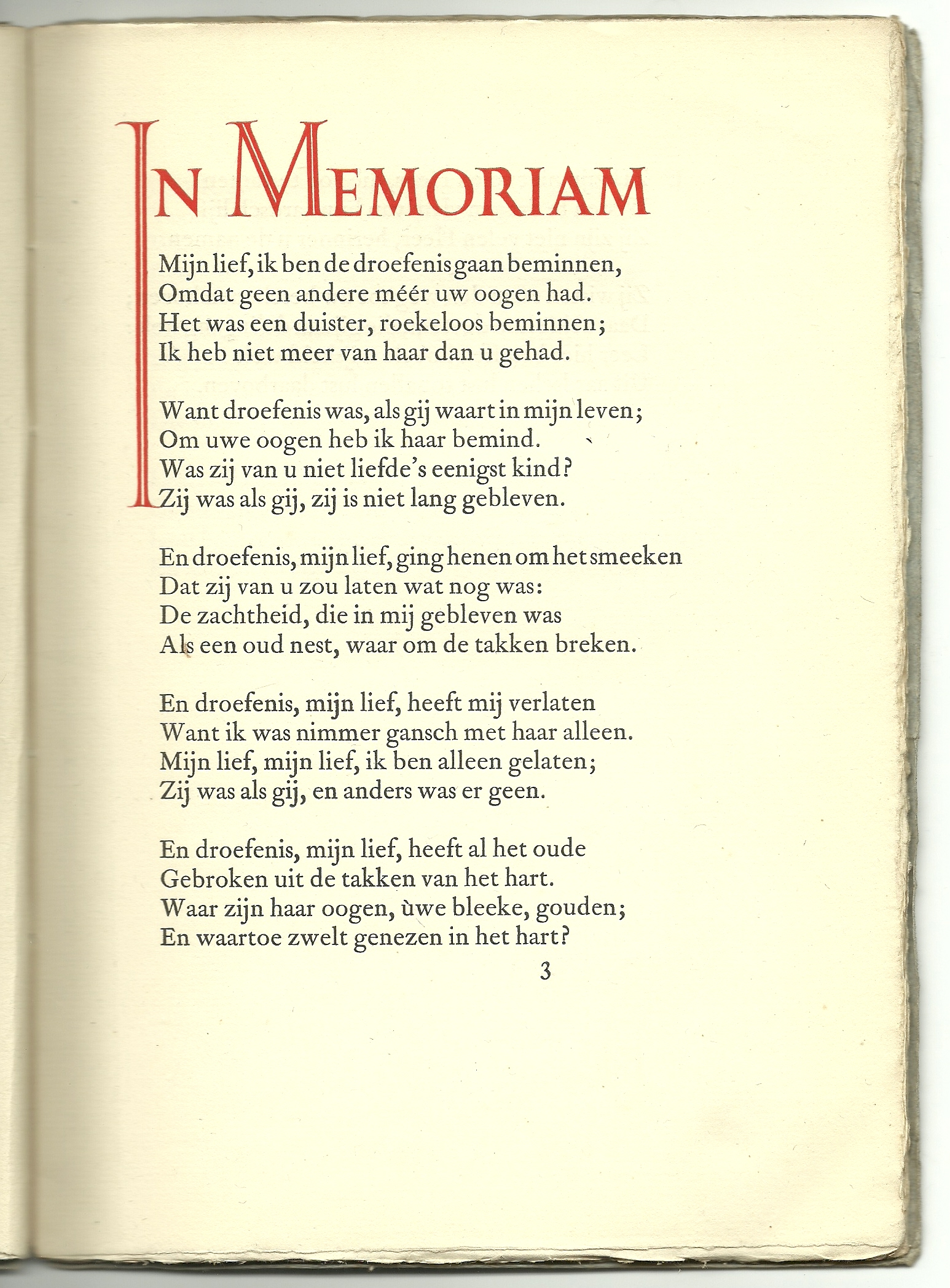
Initialen van Jan van Krimpen op de eerste tekstpagina van In Memoriam van J.W.F. Werumeus Buning

Werumeus Buning studeerde voor notaris, maar brak die opleiding af om kunstredacteur te worden van De Telegraaf. Aangemoedigd door zijn vriend Adriaan Roland Holst ging hij gedichten schrijven. In 1921 verscheen zijn eerste dichtbundel In memoriam, over de dood van zijn geliefde. Daarop volgde Hemel en Aarde (1927) waarin Werumeus Buning de stijlvorm van de ballade uitprobeerde. In die vorm dichtte hij zijn grootste succes: Mária Lécina (1932), dat tijdens de Tweede Wereldoorlog door Kees Stip werd geparodieerd als Dieuwertje Diekema, gevolgd door Drie balladen (1935), waarvan de Ballade van den boer de bekendste is ("Maar de boer, hij ploegde voort..."). Werumeus Buning was ook een enthousiast en kundig schrijver over culinaria, zoals in zijn 100 avonturen met een pollepel (1937).
In de oorlog trad Werumeus Buning toe tot de Kultuurkamer, wat hem na de oorlog een publicatieverbod van één jaar opleverde. Hij werd daardoor minder populair. Na de bevrijding was hij behalve dichter ook redacteur van Elseviers Weekblad en vertaler van onder anderen Shakespeare, Cervantes en Herman Melville.

## Prijzen
- D.A. Thiemeprijs, 1926
- Tollensprijs, 1943